# Intrastat
Il modello Intrastat, denominato anche Elenco Intrastat, è stato introdotto dall'art. 50 del D.L. 331/1993 a seguito dell'abolizione delle barriere doganali all'interno della Comunità Europea nel 1993. Mediante il Modello Intrastat vengono elencati all'Agenzia delle Dogane tutti gli acquisti e le cessioni di beni mobili e, dal 2010, anche i servizi resi e acquisiti effettuati da parte di ogni soggetto titolare di Partita IVA nei confronti di fornitori e di clienti (anch'essi titolari di partita IVA) appartenenti ad uno stato membro dell'Unione europea.

## I soggetti interessati
I soggetti obbligati a fornire le informazioni per Intrastat sono gli operatori il cui valore annuo di scambi, spedizioni o arrivi, supera una certa soglia. Gli altri operatori sono esentati dall'obbligo statistico. Questo valore differisce da nazione a nazione, viene ridefinito da ogni stato membro ogni anno e fissato separatamente per le esportazioni e le importazioni in modo tale da raccogliere una quantità minima di dati per ogni flusso commerciale. Si parla di soglie di esclusione.
Secondo Europe Direct, "Per i paesi della zona euro (con l'eccezione dell'Italia in cui non sono fissate) le soglie medie sono 316 mila e 422 mila euro, rispettivamente, per le importazioni e le esportazioni."

## Modalità di presentazione dei modelli Intrastat
Fino al 2009, la presentazione dei modelli poteva avvenire presso l'ufficio dell'Agenzia delle Dogane competente per territorio nelle seguenti modalità:
- Modalità cartacea manuale - Presentando il modello direttamente all'ufficio dell'Agenzia delle Dogane competente in formato cartaceo.
- Modalità manuale con floppy disk - Presentando il modello direttamente all'ufficio dell'Agenzia delle Dogane in formato floppy disk.
- Modalità telematica - Presentando l'elenco degli acquisti e delle cessioni intracomunitarie in via telematica all'Agenzia delle Dogane tramite il sistema telematico E.D.I..

Dal 1º gennaio 2010 è ammessa la sola presentazione in via telematica tramite il sistema EDI ovvero avvalendosi dei canali telematici messi a disposizione dall'Agenzia delle Entrate (Entratel o Fisconline).

## Operazioni soggette alla compilazione dei Modelli Intrastat
È obbligatorio indicare negli elenchi Intrastat le seguenti operazioni rilevanti ai fini IVA:
- Gli acquisti e le cessioni di beni mobili da fornitori e clienti appartenenti a stati membri dell'Unione europea, e titolari di Partita IVA nel proprio stato[senza fonte]
- I servizi connessi agli acquisti e alle cessioni di beni mobili da fornitori e clienti appartenenti a stati membri della UE, e titolari di Partita IVA nel proprio stato.[senza fonte]
- L'acquisto o la resa di servizi presso soggetti passivi stabiliti in un altro stato membro della Comunità Europea.[3]
- I movimenti di merci diversi dagli acquisti e dalle cessioni da e verso soggetti appartenenti a stati membri della UE, e titolari di Partita IVA nel proprio stato. In quest'ultimo caso, l'elenco non deve essere compilato ai fini fiscali, ma ai soli fini statistici.[senza fonte]

## Termini di presentazione dei modelli Intrastat
Prima del 2010, la presentazione dei modelli all'Agenzia delle Dogane poteva avvenire con cadenza mensile, trimestrale o annuale a seconda del volume delle operazioni intracomunitarie effettuate nel corso dell'anno, ed entro le seguenti scadenze:
- Cadenza mensile - Entro il giorno 25 del mese successivo.
- Cadenza trimestrale - Entro la fine del mese successivo alla fine del trimestre precedente.
- Cadenza annuale - Entro la fine del mese successivo alla fine dell'anno precedente.

Nel caso di presentazione in via telematica queste scadenze erano prorogate di ulteriori cinque giorni lavorativi.
Dal 1º gennaio 2010, la presentazione degli elenchi intrastat è ammessa con cadenza:
- Mensile, per i contribuenti che hanno effettuato operazioni, nel trimestre di riferimento o in uno dei quattro trimestri precedenti, per un ammontare superiore a 50.000 euro.
- Trimestrale, per i contribuenti che hanno effettuato operazioni, nei quattro trimestri precedenti e per ciascuna categoria di operazioni, per un ammontare totale trimestrale inferiore a 50.000 euro.

Le scadenze sono fissate al 25º giorno del mese seguente al periodo oggetto di denuncia.